# 붉은귀게논
붉은귀게논, 붉은귀원숭이 또는 황갈색귀게논(Cercopithecus erythrotis)은 긴꼬리원숭이과에 속하는 영장류의 일종이다. 카메룬과 적도기니, 나이지리아, 콩고공화국 등에서 발견된다. 자연 서식지는 아열대 또는 열대 기후의 습한 저지대 숲이다. 서식지 감소로 인해 위협을 받고 있다.